# Copăceni (Ilfov megye)
Copăceni község és falu Ilfov megyében, Munténiában, Romániában.

## Fekvése
A megye déli részén található, a megyeszékhelytől, Bukaresttől, huszonhárom kilométerre délre, az Argeș folyó bal partján.

## Története
A 19. század végén a község Copăceni-Mogoșești néven Ilfov megye Sabarul járásához tartozott és Copăcenii de Jos (a mai Copăceni település része), Nucari-Mănăstirea, Varlaam valamint Mogoșești falvakból állt, összesen 1872 lakossal. A község tulajdonában volt két iskola és három templom, egy-egy Copăcenii de Jos, Nucari-Mănăstirea és Mogoșești településeken.
1925-ös évkönyv szerint a község Ilfov megye Vidra járásához tartozott hozzácsatolták a megszüntetett Copăcenii de Sus község falvait, így Copăceni-Mogoșești község ekkor Copăcenii de Jos, Varlaam, Mănăstirea, Mogoșești, Copăcenii de Sus valamint Copăcenii-Sf. Ioan falvakból tevődött össze. Összlakossága pedig 6500 fő volt.
1950-ben közigazgatási átszervezés alapján, a Vidra rajonhoz került, majd 1960-ban a Bukaresti régió Giurgiu rajonjához csatolták. Ekkor Pasărea falut Piteasca-Pasărea község részeként a Bukaresti fővárosi régió 23 August rajonjához helyezték át.
1968-ban ismét megyerendszert vezettek be az országban, a községet ekkor megszüntették: Varlaam és Mogoșești falvakat a Giurgiu megyei Adunații-Copăceni községhez csatolták, Copăcenii de Jos és Copăceni-Mănăstirea falvakat Copăceni néven egyesítették és 30 Decembrie községhez (a mai 1 Decembrie község régi neve) csatolták Ilfov megyén belül. 1981-től az Ilfovi Mezőgazdasági Szektor része lett, egészen 1998-ig, amikor ismét létrehozták Ilfov megyét.
2004-ben ismét létrehozták Copăceni községet, miután kivált 1 Decembrie községből.